# Dryobotodes eremita
Dryobotodes eremita là một loài bướm đêm trong họ Noctuidae.

## Hình ảnh

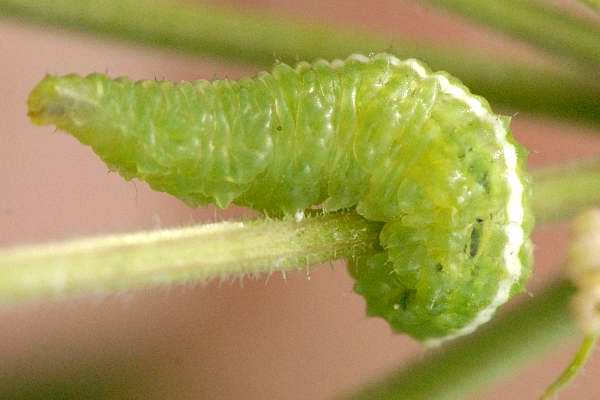
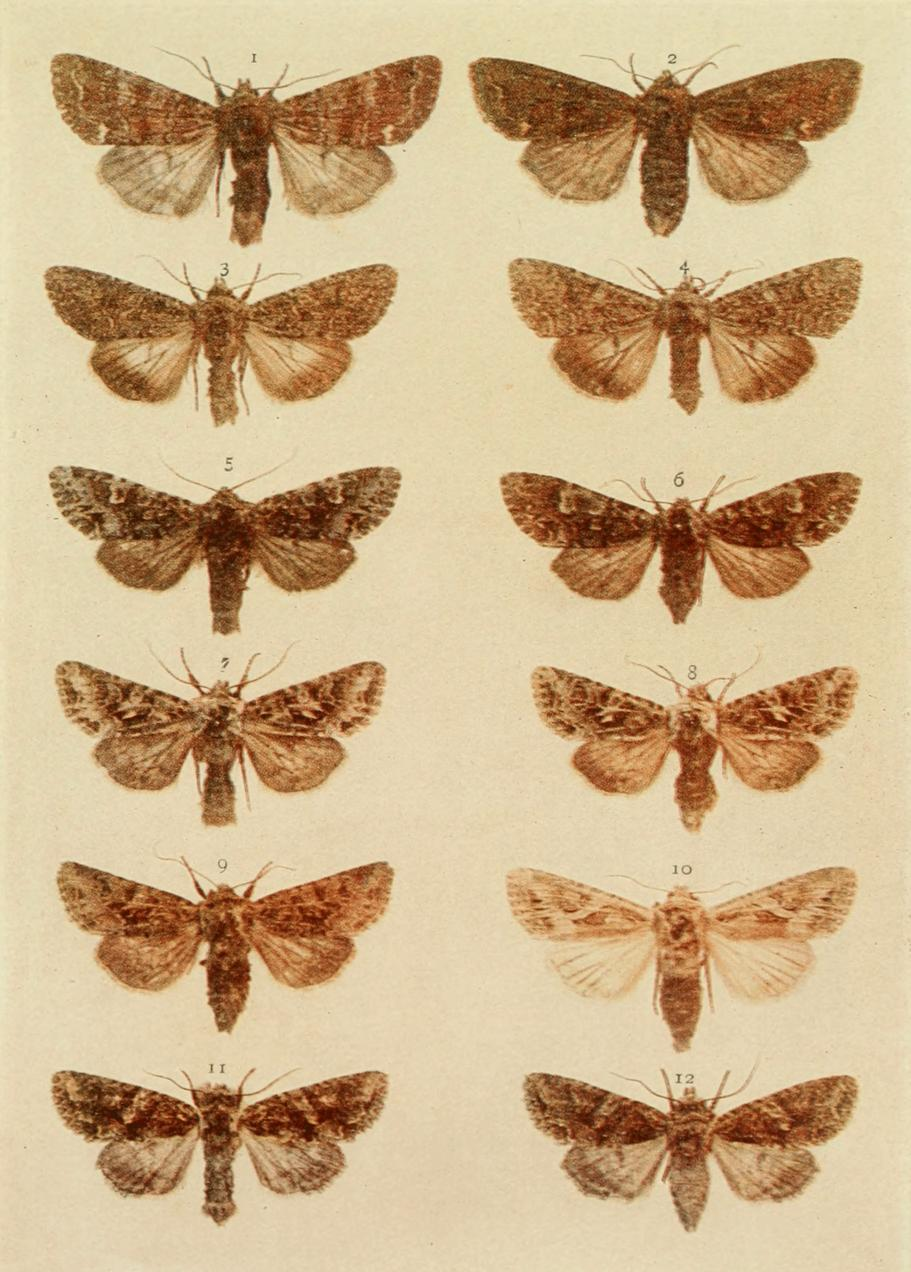
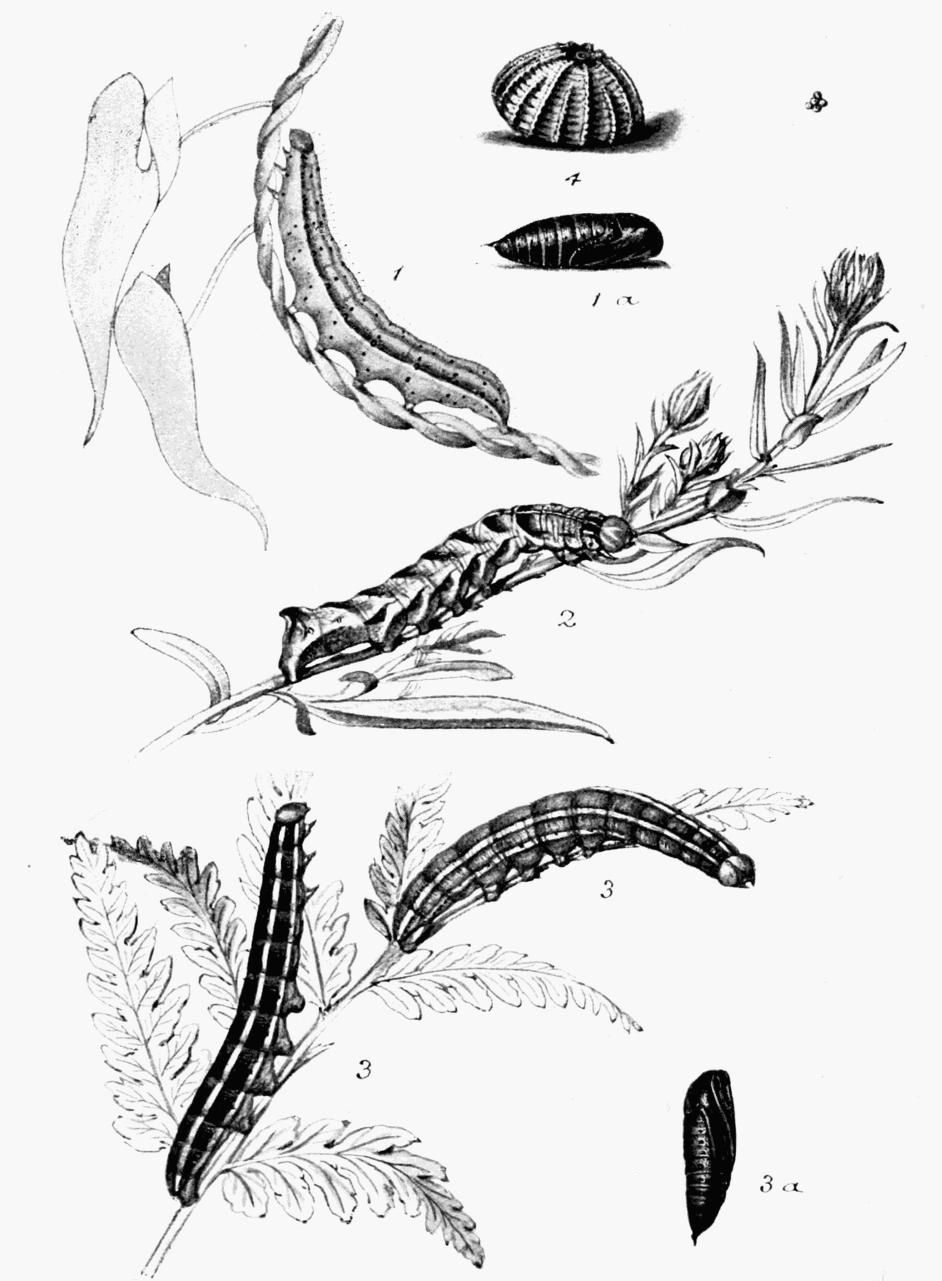
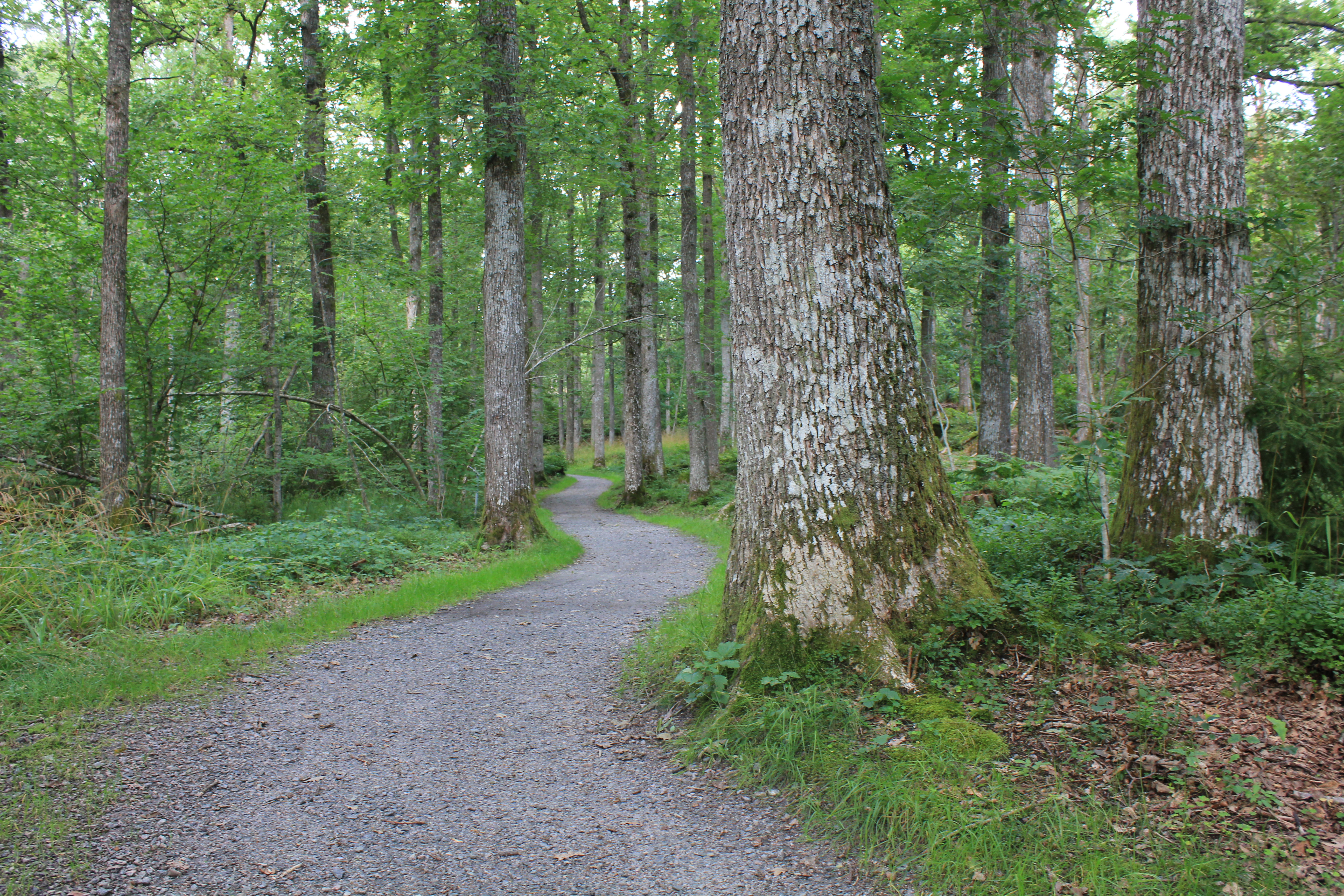